# Diócesis de Oudtshoorn
La diócesis de Oudtshoorn (en latín: Dioecesis Oudtshoornen(sis) y en inglés: Roman Catholic Diocese of Oudtshoorn) es una circunscripción eclesiástica latina de la Iglesia católica en Sudáfrica, sufragánea de la arquidiócesis de Ciudad del Cabo. La diócesis tiene al obispo Noel Andrew Rucastle como su ordinario desde el 4 de mayo de 2020. 

## Territorio y organización
La diócesis tiene 113 345 km² y extiende su jurisdicción sobre los fieles católicos de rito latino residentes en parte de las provincias del Cabo Occidental y del Norte.
La sede de la diócesis se encuentra en la ciudad de Oudtshoorn, en donde se halla la Catedral del Santísimo Salvador.
En 2019 en la diócesis existían 14 parroquias.

## Historia
La prefectura apostólica del Cabo de Buena Esperanza, Distrito Central fue erigida el 11 de agosto de 1874 con el breve Iam inde ab anno del papa Pío IX, obteniendo el territorio del vicariato apostólico del Cabo de Buena Esperanza, Distrito Oeste (hoy arquidiócesis de Ciudad del Cabo).
El 20 de julio de 1885 cedió una parte de su territorio para la erección de la prefectura apostólica de Orange River (hoy diócesis de Keimoes-Upington).
El 9 de abril de 1934, en virtud de la bula Quo spirituali del papa Pío XI, cedió la isla de Santa Elena al vicariato apostólico del Cabo de Buena Esperanza, Distrito Occidental.
El 13 de junio de 1939 cambió su nombre por el de prefectura apostólica de Oudtshoorn.
El 9 de diciembre de 1948 la prefectura apostólica fue elevada a vicariato apostólico con la bula Ad altiorem dignitatis del papa Pío XII.
El 11 de enero de 1951 el vicariato apostólico fue elevado a diócesis con la bula Suprema Nobis del papa Pío XII.
El 16 de diciembre de 1960, con la carta apostólica Eo contendentes, el papa Juan XXIII proclamó a la Santísima Virgen María del Inmaculado Corazón patrona principal de la diócesis.

## Estadísticas
De acuerdo al Anuario Pontificio 2020 la diócesis tenía a fines de 2019 un total de 33 120 fieles bautizados.
| Año                                                                             | Población            | Población | Población      | Sacerdotes | Sacerdotes    | Sacerdotes    | Bautizados por sacerdote | Diáconos permanentes | Religiosos | Religiosos | Parroquias |
| Año                                                                             | Bautizados católicos | Total     | % de católicos | Total      | Clero secular | Clero regular | Bautizados por sacerdote | Diáconos permanentes | Varones    | Mujeres    | Parroquias |
| ------------------------------------------------------------------------------- | -------------------- | --------- | -------------- | ---------- | ------------- | ------------- | ------------------------ | -------------------- | ---------- | ---------- | ---------- |
| 1950                                                                            | 3780                 | 356 541   | 1.1            | 20         | 3             | 17            | 189                      |                      | 27         | 109        |            |
| 1970                                                                            | 14 011               | 600 000   | 2.3            | 28         | 3             | 25            | 500                      |                      | 31         | 110        | 24         |
| 1980                                                                            | 12 639               | 523 440   | 2.4            | 24         | 1             | 23            | 526                      |                      | 30         | 75         | 25         |
| 1990                                                                            | 14 300               | 553 000   | 2.6            | 20         | 4             | 16            | 715                      | 2                    | 24         | 45         | 33         |
| 1999                                                                            | 22 522               | 816 167   | 2.8            | 21         | 7             | 14            | 1072                     | 3                    | 21         | 34         | 17         |
| 2000                                                                            | 28 158               | 856 975   | 3.3            | 21         | 7             | 14            | 1340                     | 4                    | 22         | 34         | 17         |
| 2001                                                                            | 24 774               | 858 476   | 2.9            | 22         | 8             | 14            | 1126                     | 4                    | 21         | 27         | 17         |
| 2002                                                                            | 24 863               | 944 324   | 2.6            | 23         | 9             | 14            | 1081                     | 4                    | 19         | 27         | 17         |
| 2003                                                                            | 25 088               | 950 400   | 2.6            | 23         | 10            | 13            | 1090                     | 3                    | 17         | 19         | 17         |
| 2004                                                                            | 26 344               | 997 920   | 2.6            | 19         | 10            | 9             | 1386                     | 5                    | 12         | 22         | 17         |
| 2013                                                                            | 27 656               | 1 088 000 | 2.5            | 22         | 14            | 8             | 1257                     | 6                    | 9          | 26         | 17         |
| 2016                                                                            | 30 450               | 1 145 000 | 2.7            | 23         | 13            | 10            | 1323                     | 4                    | 10         | 27         | 17         |
| 2019                                                                            | 33 120               | 1 194 860 | 2.8            | 22         | 13            | 9             | 1505                     | 2                    | 11         | 23         | 14         |
| Fuente: Catholic-Hierarchy, que a su vez toma los datos del Anuario Pontificio. |                      |           |                |            |               |               |                          |                      |            |            |            |

## Episcopologio
- Francis Hennemann, S.A.C. † (26 de junio de 1922-30 de junio de 1933 nombrado vicario apostólico del Cabo de Buena Esperanza, Distrito Occidental)
- Teodoro Koenig, S.A.C. † (12 de enero de 1934-1947 renunció)
- Bruno-Augustin Hippel, S.A.C. † (9 de diciembre de 1948-2 de octubre de 1968 renunció[7])
- Manfred Gottschalk, S.A.C. † (6 de marzo de 1969-20 de abril de 1982 falleció)
- Edward Robert Adams (2 de mayo de 1983-28 de mayo de 2010 retirado)
- Francisco Fortunato De Gouveia (28 de mayo de 2010-2 de julio de 2018 renunció)
- Noel Andrew Rucastle, desde el 4 de mayo de 2020